# Tachysphex pompiliformis
Tachysphex pompiliformis är en stekelart som först beskrevs av Georg Wolfgang Franz Panzer 1803.  Tachysphex pompiliformis ingår i släktet Tachysphex, och familjen Crabronidae. Arten är reproducerande i Sverige.